# Drugi gabinet Malcolma Turnbulla
Drugi gabinet Malcolma Turnbulla – siedemdziesiąty pierwszy gabinet federalny Australii, urzędujący od 19 lipca 2016 do 24 sierpnia 2018 i tworzony przez blok partii prawicowych określany mianem Koalicji, którego wiodącymi członkami są Liberalna Partia Australii (LPA) i Narodowa Partia Australii (NPA).

## Okoliczności powstania
2 lipca 2016 odbyły się federalne wybory parlamentarne, w których Koalicja, choć poniosła w parlamencie straty, zdołała utrzymać władzę. W efekcie, zgodnie z zasadą ustroju politycznego Australii mówiącą, iż nowy rząd federalny musi zostać zaprzysiężony nie rzadziej niż po każdych wyborach, nawet jeśli osoba premiera pozostaje bez zmian, Malcolm Turnbull utworzył swój drugi gabinet.

## Okoliczności dymisji
W sierpniu 2018 doszło do dwóch prób zmiany federalnego lidera LPA, a tym samym premiera. Decyzję w tej sprawie podejmują w głosowaniu członkowie frakcji LPA w Parlamencie Australii. W pierwszym głosowaniu, przeprowadzonym 21 sierpnia, premier Turnbull pokonał własnego ministra spraw wewnętrznych Petera Duttona stosunkiem głosów 48:35. Trzy dni później, wobec rosnącej liczby posłów i senatorów wycofujących swoje poparcie dla niego, Turnbull zarządził kolejne wybory lidera, w których sam nie wziął udziału. Nowym liderem został wybrany Scott Morrison, który pokonał Duttona oraz dotychczasową minister spraw zagranicznych Julie Bishop. Jeszcze tego samego dnia Morrison został zaprzysiężony na premiera Australii.

## Skład
| stanowisko | imię i nazwisko | przynależność                                                                              | od                                                                                         | do                                                                                         |
| --- | --- | ------------------------------------------------------------------------------------------ | ------------------------------------------------------------------------------------------ | ------------------------------------------------------------------------------------------ |
| premier | Malcolm Turnbull | LPA                                                                                        | 19 lipca 2016                                                                              | 24 sierpnia 2018                                                                           |
| wicepremier                                                                                                   | Barnaby Joyce | NPA                                                                                        | 19 lipca 2016                                                                              | 27 października 2017                                                                       |
| wicepremier                                                                                                   | W dniach 27.10 - 6.12.2017 stanowisko wicepremiera pozostawało formalnie nieobsadzone, zaś w razie nieobecności Malcolma Turnbulla zastępowała go Julie Bishop jako zastępca lidera LPA. |                                                                                            |                                                                                            |                                                                                            |
| wicepremier                                                                                                   | Barnaby Joyce | NPA                                                                                        | 6 grudnia 2017                                                                             | 26 lutego 2018                                                                             |
| wicepremier                                                                                                   | Michael McCormack | NPA                                                                                        | 26 lutego 2018                                                                             | 24 sierpnia 2018                                                                           |
| minister rolnictwa i zasobów wodnych                                                                          | Barnaby Joyce | NPA                                                                                        | 19 lipca 2016                                                                              | 27 października 2017                                                                       |
| minister rolnictwa i zasobów wodnych                                                                          | Malcolm Turbull | LPA                                                                                        | 27 października 2017                                                                       | 6 grudnia 2017                                                                             |
| minister rolnictwa i zasobów wodnych                                                                          | Barnaby Joyce | NPA                                                                                        | 6 grudnia 2017                                                                             | 20 grudnia 2017                                                                            |
| minister rolnictwa i zasobów wodnych                                                                          | David Littleproud | LNP / LPA                                                                                  | 20 grudnia 2017                                                                            | 24 sierpnia 2018                                                                           |
| minister spraw zagranicznych                                                                                  | Julie Bishop | LPA                                                                                        | 19 lipca 2016                                                                              | 24 sierpnia 2018                                                                           |
| minister rozwoju regionalnego (od 20.12.2017 minister rozwoju regionalnego, terytoriów i samorządu lokalnego) | Fiona Nash | NPA                                                                                        | 19 lipca 2016                                                                              | 27 października 2017                                                                       |
| minister rozwoju regionalnego (od 20.12.2017 minister rozwoju regionalnego, terytoriów i samorządu lokalnego) | Darren Chester (p.o.) | NPA                                                                                        | 27 października 2017                                                                       | 20 grudnia 2017                                                                            |
| minister rozwoju regionalnego (od 20.12.2017 minister rozwoju regionalnego, terytoriów i samorządu lokalnego) | John McVeigh | NPA                                                                                        | 20 grudnia 2017                                                                            | 24 sierpnia 2018                                                                           |
| minister komunikacji regionalnej                                                                              | Fiona Nash | NPA                                                                                        | 19 lipca 2016                                                                              | 27 października 2017                                                                       |
| minister komunikacji regionalnej                                                                              | Mitch Fifield (p.o.) | LPA                                                                                        | 27 października 2017                                                                       | 20 grudnia 2017                                                                            |
| minister komunikacji regionalnej                                                                              | Bridget McKenzie | NPA                                                                                        | 20 grudnia 2017                                                                            | 24 sierpnia 2018                                                                           |
| minister ds. samorządów lokalnych i terytoriów                                                                | Fiona Nash | NPA                                                                                        | 19 lipca 2016                                                                              | 27 października 2017                                                                       |
| minister ds. samorządów lokalnych i terytoriów                                                                | Darren Chester (p.o.) | NPA                                                                                        | 27 października 2017                                                                       | 20 grudnia 2017                                                                            |
| minister ds. samorządów lokalnych i terytoriów                                                                | W dn. 20.12.2017 stanowisko zostało połączone w jedno z urzędem ministra rozwoju regionalnego.                                                                                           |                                                                                            |                                                                                            |                                                                                            |
| prokurator generalny                                                                                          | George Brandis | LNP / LPA                                                                                  | 19 lipca 2016                                                                              | 20 grudnia 2017                                                                            |
| prokurator generalny                                                                                          | Christian Porter | LPA                                                                                        | 20 grudnia 2017                                                                            | 24 sierpnia 2018                                                                           |
| wiceprzewodniczący Federalnej Rady Wykonawczej                                                                | George Brandis | LNP / LPA                                                                                  | 19 lipca 2016                                                                              | 20 grudnia 2017                                                                            |
| wiceprzewodniczący Federalnej Rady Wykonawczej                                                                | Mathias Cormann | LPA                                                                                        | 20 grudnia 2017                                                                            | 23 sierpnia 2018                                                                           |
| minister skarbu                                                                                               | Scott Morrison | LPA                                                                                        | 19 lipca 2016                                                                              | 24 sierpnia 2018                                                                           |
| minister finansów                                                                                             | Mathias Cormann | LPA                                                                                        | 19 lipca 2016                                                                              | 23 sierpnia 2018                                                                           |
| minister przemysłu obronnego                                                                                  | Christopher Pyne | LPA                                                                                        | 19 lipca 2016                                                                              | 24 sierpnia 2018                                                                           |
| przewodniczący Izby Reprezentantów                                                                            | Christopher Pyne | LPA                                                                                        | 19 lipca 2016                                                                              | 24 sierpnia 2018                                                                           |
| minister ds. ludności rdzennej                                                                                | Nigel Scullion | CLP / NPA                                                                                  | 19 lipca 2016                                                                              | 24 sierpnia 2018                                                                           |
| minister imigracji i ochrony granic (od 20.12.2017 minister spraw wewnętrznych)                               | Peter Dutton | LNP / LPA                                                                                  | 19 lipca 2016                                                                              | 21 sierpnia 2018                                                                           |
| minister przemysłu, innowacji i nauki                                                                         | Greg Hunt | LPA                                                                                        | 19 lipca 2016                                                                              | 24 stycznia 2017                                                                           |
| minister przemysłu, innowacji i nauki                                                                         | Arthur Sinodinos | LPA                                                                                        | 24 stycznia 2017                                                                           | 20 grudnia 2017                                                                            |
| minister przemysłu, innowacji i nauki                                                                         | 20.12.2017 stanowisko zostało zniesione, zaś jego kompetencje przekazane ministrowi ds. zatrudnienia, odtąd nazywanego ministrem ds. zatrudnienia i innowacji.                           |                                                                                            |                                                                                            |                                                                                            |
| minister zdrowia i opieki nad osobami starszymi                                                               | Sussan Ley | LPA                                                                                        | 19 lipca 2016                                                                              | 13 stycznia 2017                                                                           |
| minister zdrowia i opieki nad osobami starszymi                                                               | Greg Hunt | LPA                                                                                        | 24 stycznia 2017                                                                           | 24 sierpnia 2018                                                                           |
| minister sportu                                                                                               | Sussan Ley | LPA                                                                                        | 19 lipca 2016                                                                              | 13 stycznia 2017                                                                           |
| minister sportu                                                                                               | Greg Hunt | LPA                                                                                        | 24 stycznia 2017                                                                           | 19 grudnia 2017                                                                            |
| minister sportu                                                                                               | Bridget McKenzie | NPA                                                                                        | 20 grudnia 2017                                                                            | 24 sierpnia 2018                                                                           |
| minister komunikacji                                                                                          | Mitch Fifield | LPA                                                                                        | 19 lipca 2016                                                                              | 24 sierpnia 2018                                                                           |
| minister sztuki                                                                                               | Mitch Fifield | LPA                                                                                        | 19 lipca 2016                                                                              | 24 sierpnia 2018                                                                           |
| minister ds. zatrudnienia (od 20.12.2017 minister ds. zatrudnienia i innowacji)                               | Michaelia Cash | LPA                                                                                        | 19 lipca 2016                                                                              | 24 sierpnia 2018                                                                           |
| minister ds. kobiet                                                                                           | Michaelia Cash | LPA                                                                                        | 19 lipca 2016                                                                              | 24 sierpnia 2018                                                                           |
| minister wspierający premiera w sprawach służby cywilnej                                                      | Michaelia Cash | LPA                                                                                        | 19 lipca 2016                                                                              | 24 sierpnia 2018                                                                           |
| minister służb społecznych                                                                                    | Christian Porter | LPA                                                                                        | 19 lipca 2016                                                                              | 20 grudnia 2017                                                                            |
| minister służb społecznych                                                                                    | Dan Tehan | LPA                                                                                        | 20 grudnia 2017                                                                            | 24 sierpnia 2018                                                                           |
| minister edukacji i szkoleń                                                                                   | Simon Birmingham | LPA                                                                                        | 19 lipca 2016                                                                              | 24 sierpnia 2018                                                                           |
| minister handlu, turystyki i inwestycji                                                                       | Steven Ciobo | LNP / LPA                                                                                  | 19 lipca 2016                                                                              | 24 sierpnia 2018                                                                           |
| minister infrastruktury i transportu                                                                          | Darren Chester | NPA                                                                                        | 19 lipca 2016                                                                              | 20 grudnia 2017                                                                            |
| minister infrastruktury i transportu                                                                          | Barnaby Joyce | NPA                                                                                        | 20 grudnia 2017                                                                            | 26 lutego 2018                                                                             |
| minister infrastruktury i transportu                                                                          | Michael McCormack | NPA                                                                                        | 26 lutego 2017                                                                             | 24 sierpnia 2018                                                                           |
| minister ds. dochodów budżetowych i służb finansowych                                                         | Kelly O’Dwyer | LPA                                                                                        | 19 lipca 2016                                                                              | 24 sierpnia 2018                                                                           |
| minister środowiska i energii                                                                                 | Josh Frydenberg | LPA                                                                                        | 19 lipca 2016                                                                              | 24 sierpnia 2018                                                                           |
| minister ds. zasobów i północnej Australii                                                                    | Matt Canavan | LNP / NPA                                                                                  | 19 lipca 2016                                                                              | 25 lipca 2017                                                                              |
| minister ds. zasobów i północnej Australii                                                                    | Barnaby Joyce | NPA                                                                                        | 25 lipca 2017                                                                              | 27 października 2017                                                                       |
| minister ds. zasobów i północnej Australii                                                                    | Matt Canavan | LNP / NPA                                                                                  | 27 października 2017                                                                       | 24 sierpnia 2018                                                                           |
| sekretarz gabinetu                                                                                            | Arthur Sinodinos | LPA                                                                                        | 19 lipca 2016                                                                              | 24 stycznia 2017                                                                           |
| sekretarz gabinetu                                                                                            | W dn. 24.01.2017 stanowisko zostało zniesione. |                                                                                            |                                                                                            |                                                                                            |
| minister ds. zdrowia na wsi                                                                                   | Bridget McKenzie | NPA                                                                                        | 20 grudnia 2017                                                                            | 24 sierpnia 2018                                                                           |
| minister ds. usług dla ludności                                                                               | Do 20.12.2017 stanowisko nie wchodziło w skład gabinetu (należało do tzw. outer ministry).                                                                                               | Do 20.12.2017 stanowisko nie wchodziło w skład gabinetu (należało do tzw. outer ministry). | Do 20.12.2017 stanowisko nie wchodziło w skład gabinetu (należało do tzw. outer ministry). | Do 20.12.2017 stanowisko nie wchodziło w skład gabinetu (należało do tzw. outer ministry). |
| minister ds. usług dla ludności                                                                               | Michael Keenan | LPA                                                                                        | 20 grudnia 2017                                                                            | 22 sierpnia 2018                                                                           |

źródło: